# بيرنيوليه
بيرنيوليه (بالفرنسية: Bernieulles)‏ هي بلدية تقع في إقليم باد كاليه من منطقة نور با دو كاليه في شمال فرنسا. تبلغ مساحة هذه المدينة 5.74 (كم²)، وترتفع عن سطح البحر 60 م، يبلغ عدد سكانها 193 نسمة حسب إحصاء المعهد الوطني للإحصاء والدراسات الاقتصادية سنة 2009 م. وترأس Jean-Marie Mocq البلدية خلال فترة (2001-2008).